# Richetlipass
Der Richetlipass (2261 m ü. M.) ist ein hoher Gebirgspass der Glarner Alpen und verbindet die Orte Linthal und Elm im Kanton Glarus. Der Pass liegt zwischen dem Tal der Linth und dem Tal ihres Nebenflusses Sernf. Der Richetlipass ist der tiefste Punkt zwischen dem Hausstock und dem Kärpf.
Über den Pass führt der Grüne Weg der Via Alpina.